# Kurt Jara
Kurt Jara (14 de outubro de 1950) é um ex-futebolista austríaco. Ele competiu na Copa do Mundo de 1982, sediada na Espanha, na qual a seleção de seu país terminou na oitava colocação dentre os 24 participantes.